# Teatro yidis
El teatro yidis es un estilo de teatro judío que se desarrolló entre los judíos asquenazíes de Europa del Este. Esta tradición es tan dramáticamente peculiar de la cultura judía como la música klezmer.

## Los orígenes del teatro yidis
El teatro yidis nació en la Edad Media. Está fuertemente influenciado por las formas artísticas del mundo cristiano: trovadores, malabaristas, y comediantes. En el siglo XVI, las compañías itinerantes judías actuaban para las comunidades judías, por lo cual desarrollaron un repertorio y unos personajes apropiados para representar en las ceremonias familiares o en público. La fiesta de Purim juega un papel vital en el nacimiento del teatro yidis. De hecho, este festival que tiene lugar en febrero-marzo, invita a la transgresión, la inversión de las jerarquías sociales y el uso de máscaras. El repertorio comienza con la representación del pergamino de Ester por uno o más actores disfrazados o enmascarados. Los fragmentos más antiguos disponibles para nosotros datan de principios del siglo XVI. A partir de entonces, el repertorio se diversifica para incluir otros episodios bíblicos como la venta de José, David y Goliat, el sacrificio de Isaac, Hannah y Pnina, la sabiduría de Salomón. La actuación es a menudo excesiva. Las actuaciones están adornadas con interludios bailados, cantados y musicales.

## Teatro yidis moderno
En la segunda mitad del siglo XIX, el teatro yidis obedeció a dos imperativos: instruir y entretener. Los autores escriben denuncias sociales en un modo cómico y satírico. Avrom Goldfaden (1840-1908) es el dramaturgo principal de esta nueva tendencia. Ha escrito más de sesenta obras de teatro: bromas, comedias, sátiras sociales, melodramas, operetas con temas bíblicos y contemporáneos. Con la emigración de los judíos de Europa Central, surgen compañías de teatro en nuevos lugares: en Londres en Whitechapel, donde París Goldfaden establece una escuela de actuación teatral por un corto tiempo, y sobre todo en el Lower East Side de Nueva York, donde un verdadero teatro popular se establece allí. Shomer (1849-1905), uno de los escritores más populares de Rusia, adaptó cientos de novelas y obras de teatro. Joseph Latteiner (1853-1935) escribió unas 80 obras para el Teatro Oriental. El gran escritor Mendele Moich Sforim también se embarcó en el teatro con piezas originales o adaptaciones de sus historias y novelas. Él fue imitado por Isaac Leib Peretz. Ellos tuvieron discípulos. El teatro yidis del período de entreguerras está lleno de buenas obras de teatro. Además del teatro comercial, se está desarrollando un teatro de vanguardia centrado en la puesta en escena y en la cohesión del conjunto. El teatro es iniciado por jóvenes aficionados del movimiento obrero. Después, los teatros profesionales nacieron en Nueva York en 1918.
En 1876, el judío ucraniano Abraham Goldfaden fundó la primera compañía de teatro yidis profesional en Rumania. Al año siguiente, su compañía tuvo un gran éxito en Bucarest y en diez años, Goldfaden y sus discípulos llevaron el teatro yidis a Ucrania, Rusia, Polonia, Alemania, el teatro yidis se extendió a Nueva York y a otras ciudades con importantes comunidades asquenazíes después de las oleadas de inmigración europea que tuvieron lugar alrededor del año 1900.
Los principales autores fueron Aaron Lebedeff, Alex Olshanetsky, Herman Wohl, Anshel Schorr, Gilrod Louis e Isadore Lillian. En Francia fueron representadas sus obras, pero la más conocida es probablemente la famosa obra musical llamada "El violinista en el tejado", una obra del escritor Scholem Aleijem, con la que Iván Rebroff se hizo famoso gracias a la famosa canción "Si yo fuera rico".
En 1882, el gobierno zarista prohibió el teatro yidis. A comienzos del siglo XX, sin embargo, había aproximadamente quince compañías sensibles a las nuevas ideas dramáticas. El Teatro de Arte Judío, fue creado en 1908 en Odesa, en el Imperio zarista, el Teatro de Arte Judío adoptó un enfoque escénico simbolista, hacia un teatro estilizado que llegó hasta los Estados Unidos. La compañía teatral de Vilna, fue fundada en 1916 en Nueva York, e implantó las técnicas expresionistas, adoptando el estilo de la vanguardia europea. Después de la Revolución rusa fue creado en Moscú, el Teatro Judío Estatal de Moscú (ГОСЕТ), dirigido por Alekséi Granovski y Solomón Mijoels. El Teatro Judío Estatal de Moscú desarrolló las siguientes características: atención a las técnicas corporales, al movimiento, al gesto, y un rigor casi matemático en las construcciones escenográficas.

## El teatro yidis en la Segunda Guerra Mundial
Durante la Segunda Guerra Mundial, las actividades teatrales continuaron en los guetos, las obras representaban una forma de resistencia ante los nacionalsocialistas. Se preferían las obras nacionales o históricas con temas mesiánicos.